# Александрово (Сейненский повет)
Александрово (пол. Aleksandrowo) — деревня в Сейненском повете Подляского воеводства Польши. Входит в состав гмины Краснополь. По данным переписи 2011 года, в деревне проживало 97 человек.

## География
Деревня расположена на северо-востоке Польши, к юго-востоку от озера Жуброво, на расстоянии приблизительно 12 километров к западу от города Сейны, административного центра повета. К югу от Александрово проходит региональная автодорога 653.

## История
В 1888 году в деревне Александровск проживало 340 человек. В этноконфессиональном отношении большинство население деревни составляли великоруссы-единоверцы (266 человек), остальные — поляки-католики. Основным языком жителей деревни того периода был русский. В административном отношении деревня входила в состав гмины Краснополь Сейнского уезда Сувалкской губернии.

В период с 1975 по 1998 годы населённый пункт являлся частью Сувалкского воеводства.